# Shanggao (socken i Kina)
Shanggao (kinesiska: 上高街道, 上高) är en socken i Kina. Den ligger i provinsen Shandong, i den östra delen av landet, omkring 55 kilometer söder om provinshuvudstaden Jinan. Antalet invånare är 121586. Befolkningen består av 60 252 kvinnor och 61 334 män. Barn under 15 år utgör 15,0 %, vuxna 15-64 år 78 %, och äldre över 65 år 5,0 %.
Genomsnittlig årsnederbörd är 845 millimeter. Den regnigaste månaden är juli, med i genomsnitt 304 mm nederbörd, och den torraste är januari, med 8 mm nederbörd.